# Stars on 45
Stars on 45 (llamado también Starsound o Las Estrellas del 45) fue un proyecto de música disco y música pop de los Países Bajos que tuvo gran aceptación en Europa y los Estados Unidos a principio de la década de 1980.
El título '45' se refiere a que cada pista musical era de un disco de vinilo a 45 RPM. Tales sencillos eran simplemente llamados "45s".

## Historia
La banda estuvo integrada por músicos de estudio dirigidos por Jaap Eggermont, quien creó el concepto de "Stars On 45" después de escuchar un bootleg de canciones de discos maxi llamado "Let's Do It In the 80's". La grabación contenía canciones de los Beatles, The Buggles, The Archies and Madness, y un fragmento de "Venus" de Shocking Blue, del cual Eggermont consiguió los derechos (copyright). Con este bootleg escuchándose en los salones de baile, Eggermont creó una versión licenciada del popurrí (medley) usando artistas que sonaban como los originales.
Los imitadores de los Beatles fueron cantantes de los Países Bajos: John Lennon por Bas Muys y los otros dos por Hans Vermeulen y Okkie Huysdens. Además de las canciones recreadas, un coro original fue agregado entre cada canción. 
Después de su primer éxito "Stars on 45", muchas canciones de los Beatles fueron Nº1 en Estados Unidos y Nº2 en Reino Unido, al igual que las otras grabaciones. Un segundo popurrí de los Beatles alcanzó el N.º 67 en Estados Unidos, de ABBA el N.º 2 en Reino Unido, de música Motown el Nº55 en Estados Unidos, y de Stevie Wonder el Nº28 en Estados Unidos y Nº14 en Reino Unido. También realizó un popurrí los Rolling Stones.
Hubo una gira de promoción llamada también Stars on 45 (aunque con intérpretes diferentes a los de las grabaciones de estudio). En 1.982, se llevó a escena un espectáculo en el Huntington Hartford Theater en Hollywood, California y se editó un video del show en 1.983 por MCA Home Video.
Su primer álbum fue Stars on Long Play. Luego Stars on Long Play II, Stars on Long Play III, y Soul Revue, un tributo a Sam and Dave y James Brown. Ediciones europeas incluyeron Stars on Frankie y Stars on 45 : The Club Hits.
Una secuela del grupo fue The Star Sisters que se hizo famosa en Europa con los éxitos "Andrews Sisters Medley". El álbum fue editado como Stars on 45 Presents The Star Sisters.
La lista de canciones de "Stars on 45 Medley" es la siguiente: 
Intro Venus / Sugar, Sugar / No Reply / I'll Be Back / Drive My Car / Do You Want to Know a Secret / We Can Work It Out / I Should Have Known Better / Nowhere Man / You're Going to Lose That Girl / Stars on 45
El sencillo es hasta ahora el "sencillo Nº1 con el nombre más largo en el Billboard" debido a que por razones legales cada canción debe ser listada.

## Discografía
Álbumes de estudio
- Long Play Album (1981)
- Longplay Album – Volume II (1981)
- The Superstars (1982)
- Stars on Frankie (1987)
- The ClubHits new '98 recordings (1998)

Álbumes recopilatorios
- Greatest Stars on 45 (1982)
- The Very Best Of (1991)
- The Very Best of Stars on 45 (1994)
- The Non-Stop Party Album! (1996)
- Greatest Stars on 45 Vol. 1 (1996)
- Greatest Stars on 45 Vol. 2 (1996)
- The Very Best of Stars on 45 (2002)
- 30 Years Anniversary of Stars on 45 (2001)

Video álbumes
- Stars on 45 (1984)

## Otros actos similares
Con los adelantos tecnológicos actuales, muchos han seguido los pasos de "Stars On 45", algunos de ellos fueron:
- Jive Bunny & The Master Mixers, con sus álbumes de "Hit Mix" (por ejemplo "Hit Mix 86" y "Lover's Mix").
- La Royal Philharmonic Orchestra (Orquesta Filarmónica Real de Londres) con sus Hooked on Classics (#10 en el Billboard).
- Larry Elgart y su Manhattan Swing Orchestra con Hooked on Swing (#32 en el Billboard).
- Portsmouth Sinfonia as Classical Muddly', parodia de Hooked on Classics.
- The Beatles presentaron en 1982 con "The Beatles' Movie Medley" (#12 en el Billboard).
- The Beach Boys en 1982 con "The Beach Boys Medley" (#12 en Estados Unidos).

Anterior a Stars on 45, vale destacar la canción Rockollection (1977) de Laurent Voulzy, hit internacional de esos años, que además contó con versiones en francés, español e inglés.